# 캐치패션
캐치패션(CATCHFASHION)은 전세계 모든 Premium luxury 사이트들의 수많은 상품정보를 한 눈에 쉽고 간편하게 볼 수 있는 플랫폼 사이트이다.